# Magyar Bálint (színháztörténész)
Magyar Bálint (Budapest, 1910. január 24. – Budapest, 1992. január 16.) magyar színháztörténész, szakíró, színházigazgató.

## Életpályája
Polgári származású családban született. Apja, Magyar Elek (1875–1947) újságíró, anyja, a nemesi származású fajkürthi és kolthai Kürthy Berta (1884–1915) úrnő, fajkürthi és kolthai Kürthy Emil (1848–1920) földbirtokos, író és szemerei Szemere Gizella (1857–1914) lánya volt. Doktorátusát a Pázmány Péter Tudományegyetemen szerezte meg 1931-ben. Pályafutását gyakornokként kezdte. Először 1934-től a Nemzeti Színházban dolgozott, majd 1937-től az Operaháznál gyakornokoskodott. Később 1941-től ugyanott lett titkár. 1945-ben a Nemzeti Színház főtitkárának választották meg, ezt a tisztséget 1955-ig viselte, amikor a Magyar Néphadsereg Színházának lett igazgatója 1958-ig. Működése során megteremtette a „vígszínházi” stílusú előadásokat. 1958–1970 között Filmtudományi Intézetnél tevékenykedett, 1970-ben került nyugállományba. 1968-ban kapta meg az irodalomtudományok kandidátusa címet.
Színháztörténészi és szakírói munkásságának jelentős része foglalkozik a Nemzeti Színház történetével, ezen kívül számos filmtudományi és filmtörténettel foglalkozó munkája is megjelent.

## Családja
Felesége Siklós Olga dramaturg, rádiórendező, akitől két gyermek született:

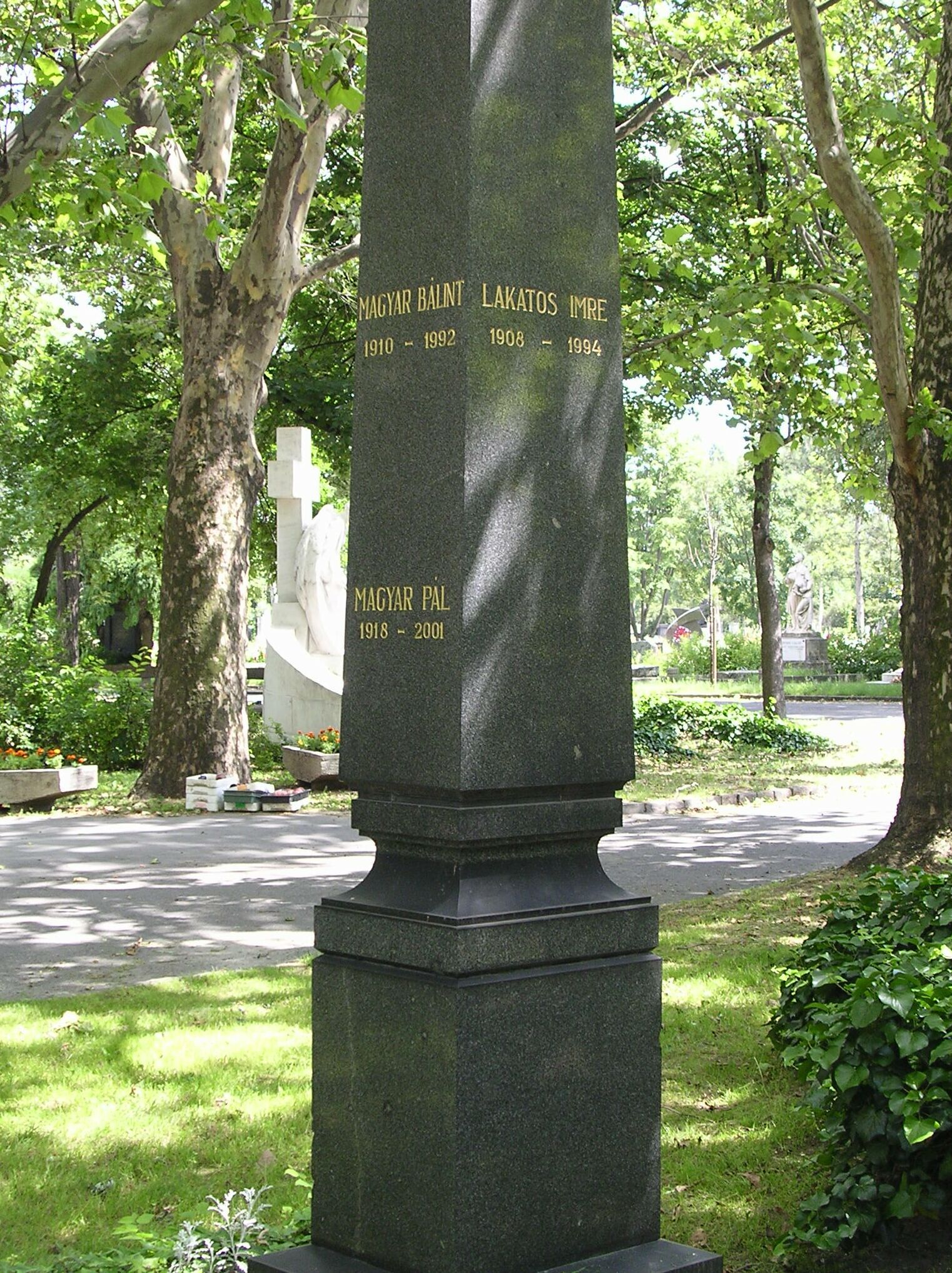
Sírja a Fiumei úti sírkertben (34/1-1-45)

- Magyar Bálint (1952) politikus
- Magyar Fruzsina (1954) dramaturg.

## Művei
- A Nemzeti Színház-előtti magyar színészet történetének vázlata; Athenaeum Nyomda, Bp., 1931
- A százéves Nemzeti Színház; Magyar Szemle Társaság, Bp., 1937 (A Magyar Szemle kincsestára, 51.)
- A Nemzeti Színház története 1945–1955 (1961)
- A magyar némafilm története, 1896–1918; Építésügyi Tájékoztatási Központ, Bp., 1966 (Filmművészeti könyvtár)
- Gró Lajos: Filmesztétikai tanulmányok; bev. Kassák Lajos, sajtó alá rend., jegyz. Magyar Bálint; Magyar Filmtudományi Intézet és Filmarchívum, Bp., 1967 (Filmművészeti könyvtár, 31.)
- A magyar némafilm története 1918–1931; Magyar Filmtudományi Intézet és Filmarchívum, Bp., 1967 (Filmművészeti könyvtár, 32.)
- A svéd film lelke; Magyar Filmtudományi Intézet és Filmarchívum, Bp., 1969 (Filmművészeti könyvtár, 38.)
- Az amerikai film, Gondolat Kiadó, Budapest, 1974,
- A Nemzeti Színház története a két világháború között. 1917–1944; Szépirodalmi, Bp., 1977 (Műhely)
- A Magyar Színház története. 1897–1951; Szépirodalmi, Bp., 1985 (Műhely)
- A Vígszínház története alapításától az államosításig. 1896–1949; Szépirodalmi, Bp., 1979
- Bukásra ítélt siker. A Vígszínház három éve, 1955–1958; OSZMI, Bp., 1993 (Thália könyvek)
- A magyar némafilm története. Némafilmgyártás, 1896–1931; sajtó alá rend. Kovács András Bálint, előszó Balogh Gyöngyi; Palatinus, Bp., 2003 (Palatinus filmkönyvek)
- Bukásra ítélt siker. A Vígszínház élén, 1955–1958. Egy polgár egy nem-polgári korban; sajtó alá rend. Siklós Olga; Mundus Magyar Egyetemi Kiadó, Bp., 2004 (Mundus – Emlékiratok)

### Másokkal írt művei
- Nemeskürty István – Magyar Bálint – Pánczél Lajos – Bán Róbert: A tizedik múzsa, Minerva Kiadó, Budapest, 1968